# Національне надбання

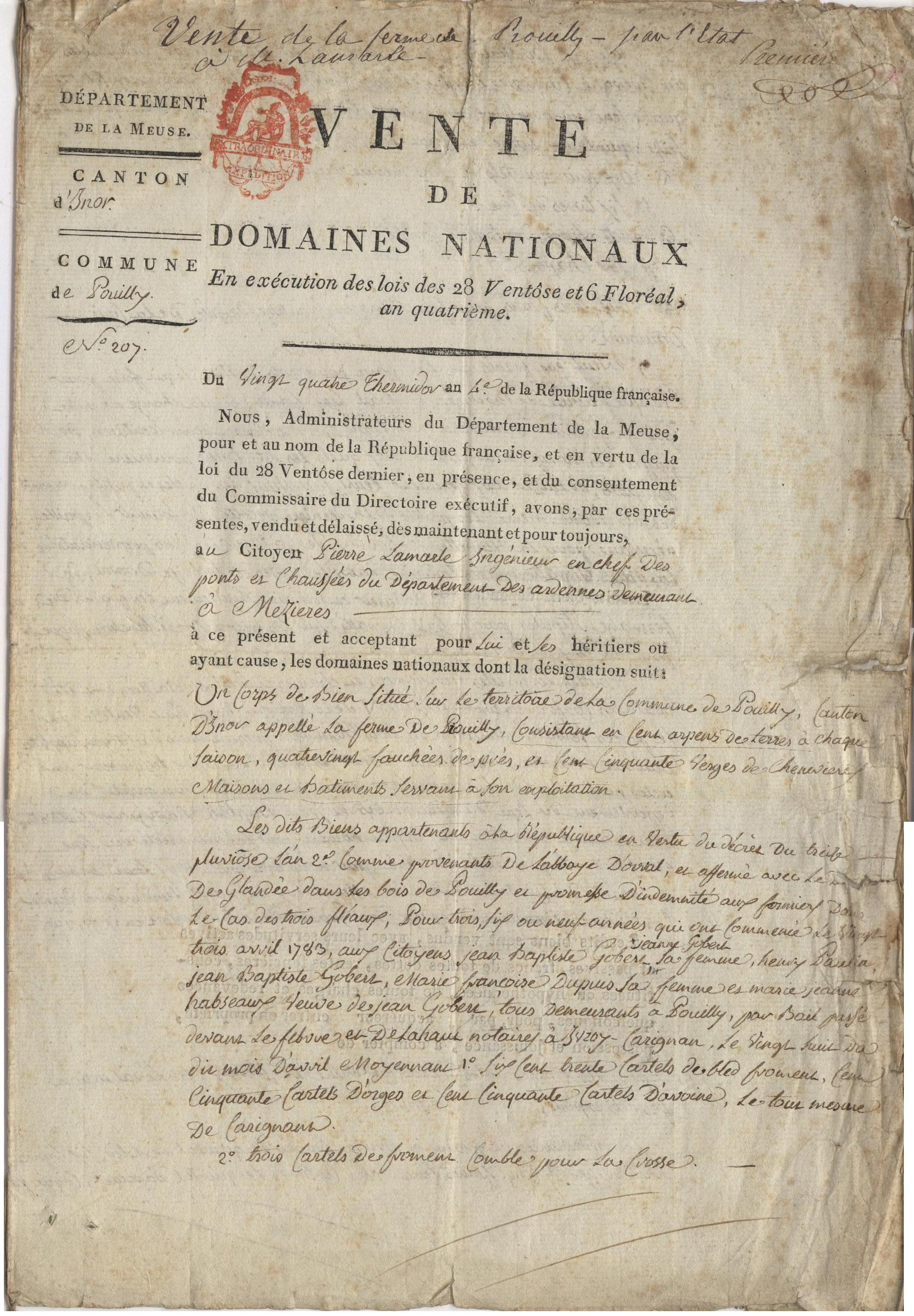
Приклад продажу Національного майна

Національні майна (фр. Biens nationaux, Domaines nationaux) — в революційній Франції конфісковані, в силу постанов Національних зборів і Конвенту, і оголошені національною власністю майна церкви і емігрантів. Включали землі, будівлі, ренти, земель та ін.
За декретом від 2 листопада 1789 року було конфісковано власність церкви і духовенства; починаючи з 30 березня 1792 року конфісковувалися власність емігрантів, засланців, страчених і інших осіб. Декрет від 27 липня 1792 року дозволила продаж національного майна, що сприяло зростанню спекуляції і виникнення так званих «чорних банд».

## Передісторія
Конфіскація, вироблена під час революції, що не була справою новим. Канцлер Дюпра пропонував Франциску I заволодіти церковного майна під тим приводом, що вони складають частину королівських доменів. Таку ж пропозицію зроблено було в XVIII столітті при Людовіку XV. Цілком воно прийнято не було, але частково його намагалися застосувати шляхом, наприклад, обмежень в придбанні церквою нових земель (едикт 1749 г.) або навіть повністю, по відношенню до земель єзуїтського ордену, які були конфісковані в 1764 р і продані на користь держави .
Питання про конфіскацію церковного майна було порушено і в літературі XVIII століття; «Енциклопедія» рекомендувала конфіскацію церковних земель — для блага і користі держави. Вимога конфіскації внесено було і в деякі з наказів 1789 року.